# Erythroxylum cyclophyllum
Erythroxylum cyclophyllum är en tvåhjärtbladig växtart som beskrevs av Otto Eugen Schulz. Erythroxylum cyclophyllum ingår i släktet Erythroxylum och familjen Erythroxylaceae. Inga underarter finns listade i Catalogue of Life.